# احتياطي الزيت الصخري في الدول العربية
النفط الصخري أو النفط السجيل و قد يسمى حتى بالبترول الحجري و الزيت الصخري، عبارة عن مركب صلب ذو نشأة عضوية تشكل في ظروف مائية و يعرّفه الجيولوجيين على أنه عبارة عن صخور رسوبية تتكون أساسا من المواد العضوية (الحيوانات والأحياء البحرية والنهرية) التي تجعلها مماثلة للنفط. وعادة ما تكون بنيته رقيقة وفقا للخبراء تبلغ احتياطيات النفط الصخري في العالم 345 مليار برميل لكن بعد اكتشاف  الجديد في مملكة البحرين الذي تم التنقيب  النفط الصخري والغاز في منطقة خليج البحرين مع  بذلك تصدرت مملكة البحرين بلدان العالم بمخزون 80 مليار برميل من النفط الصخري وحسب إدارة الطاقة الأمريكية فإن روسيا بالمرتبة الثانية بالعالم من حيث مخزون النفط الصخري باحتياطيات تقدر بـ 75 مليار برميل في حين تأتي ليبيا في المركز الخامس عالميا و الاولي عربيا بمخزون يقدر ب 26 مليار برميل.

## إحتياطي النفط الصخري في شمال إفريقيا
| الترتيب | الدولة/المنطقة | الاحتياطي المؤكد القابل للإستخراج من النفط الصخري (مليار برميل) | الإحتياطي الإجمالي من النفط الصخري (مليار برميل) |
| ------- | -------------- | --------------------------------------------------------------- | ------------------------------------------------ |
| 1       | ليبيا          | 26                                                              | 613                                              |
| 2       | الجزائر        | 5.7                                                             | 121                                              |
| 3       | مصر            | 4.6                                                             | 114                                              |
| 4       | تونس           | 1.2                                                             | 29                                               |